# Dsungaripteridae
Dsungaripteridae é uma família de pterossauros do clado Azhdarchoidea do Jurássico Superior e Cretáceo Inferior. Membros desta família foram encontrados na China, Mongólia, Brasil, Argentina e Chile.

## Taxonomia
A família foi criada em 1964 por Yang Zhongjian (Chung Chien Young) como Dsungaripteridae e incluía apenas o gênero Dsungaripterus. Em 1973, o Noripterus foi adicionado a família. Em 1980, Peter Galton inclui o gênero Puntanipterus, tratado como um Pterodaustridae por José Bonaparte em 1978. Em 2000 foi incluído o gênero Domeykodactylus, e, em 2004 o Lonchognathosaurus. Em 2014 foi incluído o gênero Banguela. O gênero Lonchognathosaurus foi reduzido a sinônimo de Dsungaripterus em 2010. A inclusão do gênero Puntanipterus na família é questionável, com alguns autores o considerando sinônimo de Pterodaustro, e outros mantendo-o como um táxon válido mas com posição taxonômica incerta.
| Gêneros incluídos na família Dsungaripteridae    | Gêneros incluídos na família Dsungaripteridae              | Gêneros incluídos na família Dsungaripteridae | Gêneros incluídos na família Dsungaripteridae | Gêneros incluídos na família Dsungaripteridae | Gêneros incluídos na família Dsungaripteridae                                             | Gêneros incluídos na família Dsungaripteridae |
| Gênero                                           | Espécie                                                    | Idade                                         | Unidade                                       | Localização                                   | Notas                                                                                     |                                               |
| ------------------------------------------------ | ---------------------------------------------------------- | --------------------------------------------- | --------------------------------------------- | --------------------------------------------- | ----------------------------------------------------------------------------------------- | --------------------------------------------- |
| Dsungaripterus Young, 1964                       | Dsungaripterus weii Young, 1964                            | Cretáceo Inferior (Aptiano-Albiano)           | formação Lianmuqin formação Tsagan-Tsab       | China · Mongólia                              |                                                                                           |                                               |
| Noripterus Young, 1973                           | Noripterus complicidens Young, 1973                        | Cretáceo Inferior (Aptiano-Albiano)           | formação Lianmuqin formação Tsagaantsav Svita | China · Mongólia                              |                                                                                           |                                               |
| Puntanipterus Bonaparte & Sánchez, 1975          | Puntanipterus globosus Bonaparte & Sánchez, 1975           | Cretáceo Inferior (Aptiano)                   | formação La Cruz                              | Argentina                                     | Considerado como sinônimo de Pterodaustro; ou então uma espécie válida de posição incerta |                                               |
| Domeykodactylus Martill, Frey, Diaz & Bell, 2000 | Domeykodactylus ceciliae Martill, Frey, Diaz & Bell, 2000  | Jurássico Superior-Cretáceo Inferior          | formação Santa Ana                            | Chile                                         |                                                                                           |                                               |
| Lonchognathosaurus Maisch, Matzke & Sun, 2004    | Lonchognathosaurus acutirostris Maisch, Matzke & Sun, 2004 | Cretáceo Inferior (Aptiano-Albiano)           | formação Lianmuqin                            | China                                         | Considerado como sinônimo de Dsungaripterus                                               |                                               |
| Banguela Headden & Campos, 2014                  | Banguela oberlii Headden & Campos, 2014                    | Cretáceo Inferior (Aptiano-Albiano)           | formação Romualdo                             | Brasil                                        |                                                                                           |                                               |